# Thandai

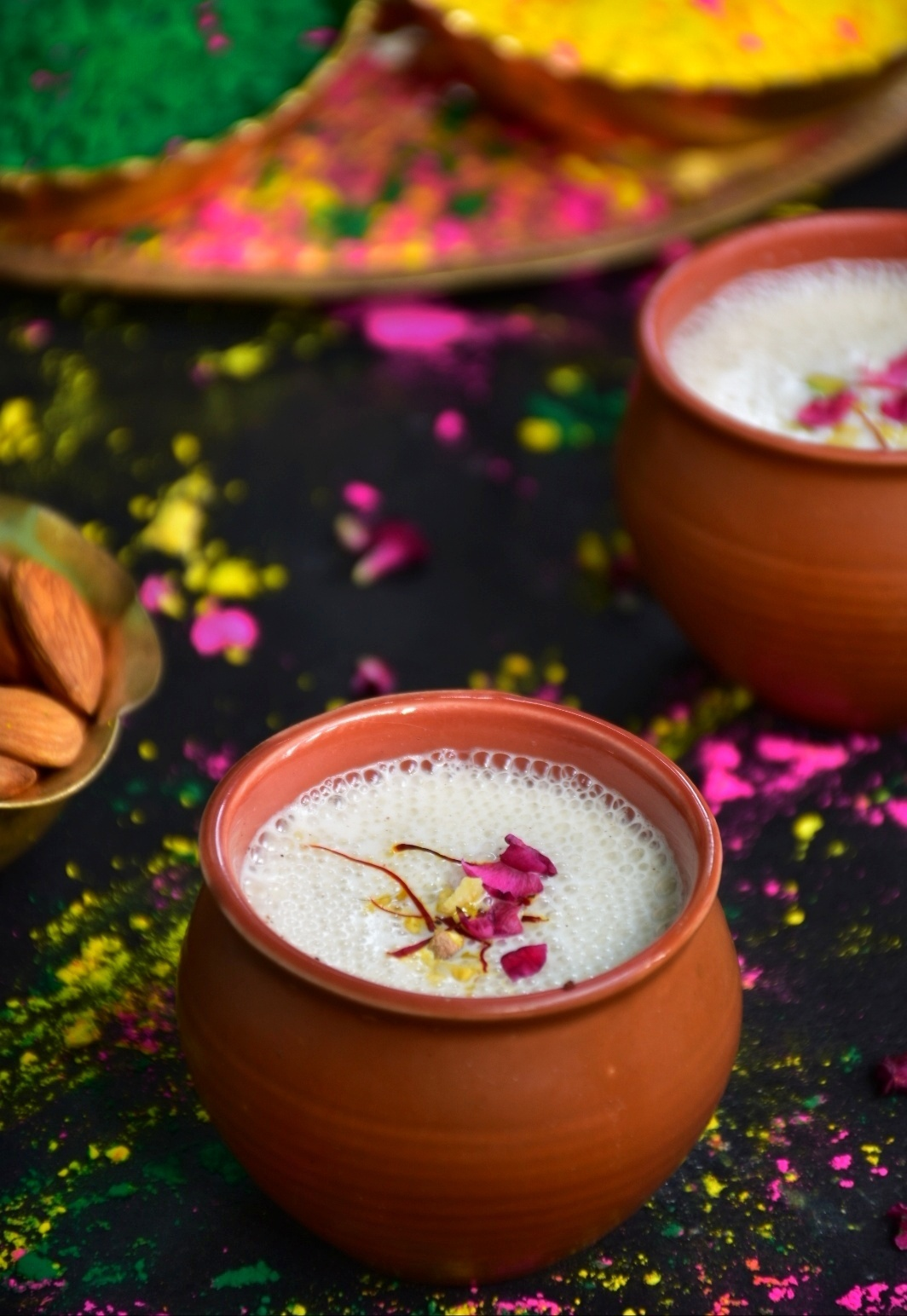
Thandai glacé dans un kulhar

Thandai (en hindi) est une boisson sucrée originaire de l'Inde, préparée à base d'amandes, de graines de pavot, de fenouil,  de poivre, de lait et de cardamome. Elle peut être aussi préparée avec du bhang et est principalement consommée lors des fêtes de Mahashivatri et de Holi ou Hola Mohalla.